# Johann Friedrich Röhr

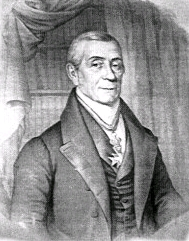
Johann Friedrich Röhr hielt Goethes Trauerrede, Ausschnitt einer Lithografie von Schubert 1843

Johann Friedrich Röhr (* 30. Juli 1777 in Roßbach; † 15. Juni 1848 in Weimar) war Doktor der Theologie, Generalsuperintendent und Oberhofprediger in Weimar. In seinen Schriften und Predigten erklärte er das Christentum als reine Vernunftreligion. Röhr gilt als einer der letzten Vertreter des theologischen Rationalismus. Er hielt 1832 die Trauerrede zur Bestattung Johann Wolfgang von Goethes in Weimar.

## Allgemeines
Johann Friedrich Röhr war zur Zeit Goethes ein bekannter Theologe, dessen Wirken von Erhardt Hansche in seiner Veröffentlichung (siehe Literatur) ausführlich gewürdigt wird. Röhr erstellte theologische Schriften und war Herausgeber der Zeitschriften Predigerliteratur, Chronikale Nachrichten und Briefe über den Rationalismus.
Der Brockhaus schreibt: „Röhr … einer der ausgezeichnetesten unter den jetzt lebenden Kanzelrednern und Herausgeber mehrerer weit verbreiteter theologischer Zeitschriften“.
Röhr versuchte, die theologischen und christologischen Aussagen des Neuen Testaments von spekulativen, von Menschen erdachten Dogmen zu befreien, um die frohe Botschaft Jesu Christi möglichst einfach, unkompliziert und verständlich zu verkünden.

Es gibt folgende Zitate: 

„Er [Röhr] kam mir zur glücklichen Stunde, seine erste geistliche Handlung war die Taufe meines 2. Enkels.“

„An guter Wirkung, die von ihm ausgehen wird, zweifle ich keineswegs, persönlich aber freue ich mich der Hoffnung, daß ich mit ihm in ein gutes Verhältnis werde treten können.“

„Was mag auf immerwährenden Bestand hienieden rechnen, wenn die Hand, die alles schafft, infolge der von ihr festgestellten unabänderlichen Ordnung auch die Form zerbricht, welche sie zur Trägerin der reichsten geistigen Gaben machte, aus denen an uns Menschen das Bild der Gottheit hervorleuchtet?

Nur das vermag uns dabei Trost und Ruhe zu geben, daß eben das Geistige auch noch dann auf Erden fortlebt, wenn das Irdische, womit es umkleidet ist, in sich zerfällt.“

Zu Röhrs 25-jährigem Amtsjubiläum wurde am 1. Oktober 1845 die Röhr-Stiftung errichtet.
In Roßbach erinnert am Haus Nr. 31 eine Gedenktafel an Johann Friedrich Röhr, der hier geboren wurde.
In Weimar erinnert an ihn seit 1890 die Röhrstraße, ebenso verläuft in seinem Geburtsort Roßbach die Dr.-Friedrich-Röhr-Straße.

## Werdegang

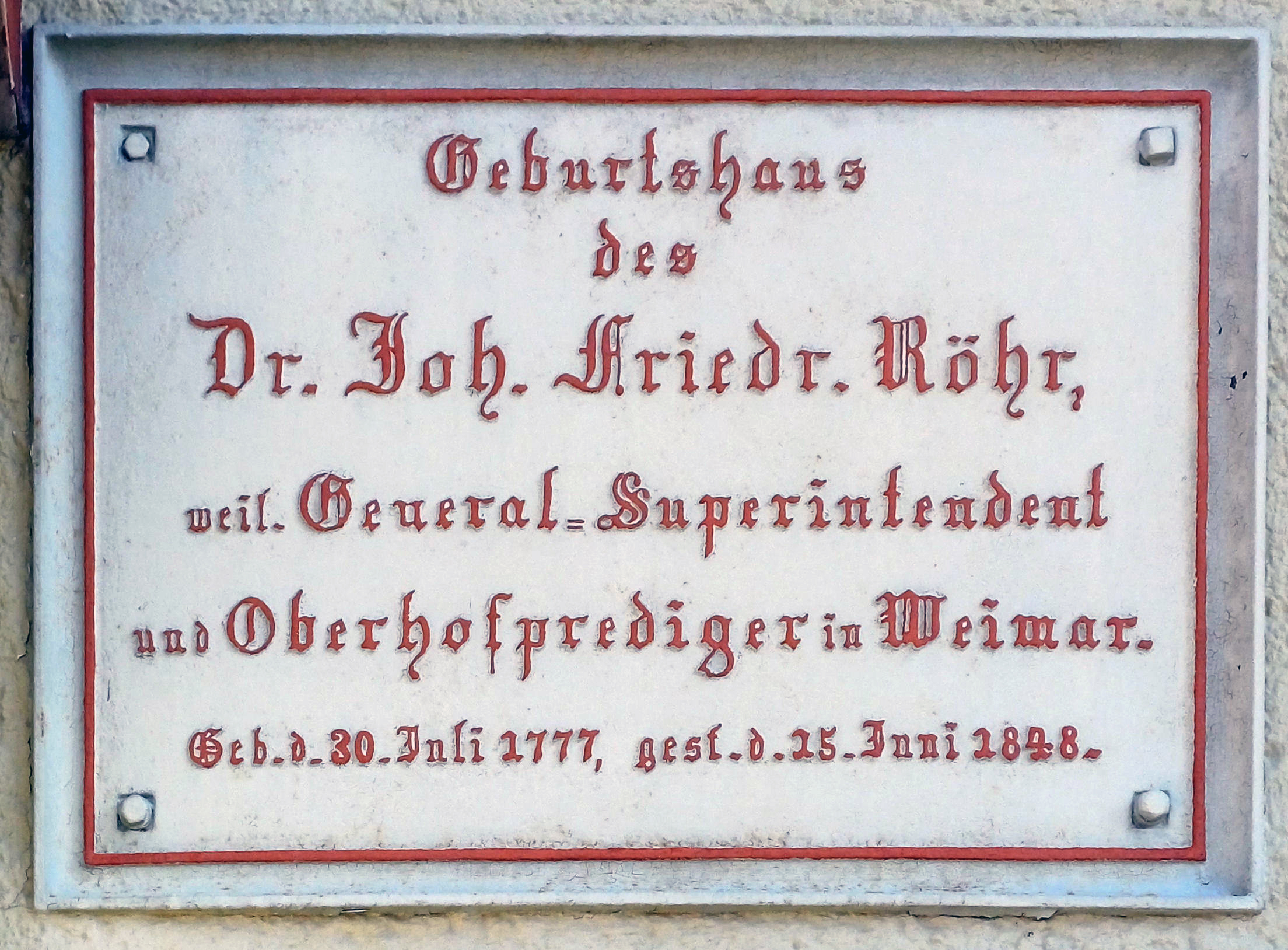
Gedenktafel an seinem Geburtshaus in Naumburg (Saale)

Johann Friedrich Röhr ist Sohn des mittellosen Schneidermeisters und Bauern Johann Gottfried Röhr (1752–1838) und seiner Ehefrau Eva Maria geb. Schmeißer (1752–1813). Nach seiner ersten Heirat am 26. August 1804 mit Maria Friderike geborene Trömer (* in Merseburg; † 22. August 1805 in Ostrau) wurde 1805 eine Tochter tot geboren, wobei infolge die Mutter auch starb. Röhr heiratete am 22. April 1806 in zweiter Ehe Sophie Karolina Auguste geb. Erdmann in Dölzig. Aus dieser Ehe gingen insgesamt zehn Kinder hervor. Sie starb 1838 in Leipzig an Krebs. 1839 heiratete Röhr in dritter Ehe die Witwe des Lehrers und Altertumsforschers Friedrich Sickler, Sophie Auguste geb. Schieck (* 19. November 1792 in Hildburghausen; † 16. Januar 1876 in Weimar).
Röhr besuchte das Gymnasium in Schulpforta von 1790 bis 1796 und studierte im Anschluss Philosophie und Theologie in Leipzig. Nach vierjähriger Studienzeit legte er in Dresden das Examen ab. Danach wirkte Röhr im Amt des Vesperpredigers an der Universitätskirche zu Leipzig, und dann seit dem 21. März 1802 als Hilfsprediger in Schulpforta. Am 9. August 1804 wurde Röhr die Verwaltung des Pastorats in Ostrau (Elsteraue) übertragen. Dies übte er 16 Jahre lang aus. 1819 wurde eine Berufung nach Königsberg als Konsistorialrat, Professor der Theologie und Pfarrer in Königsberg abgelehnt. Am 9. Mai 1820 wurde Röhr als Nachfolger von Johann Friedrich Krause zum Oberpfarrer an die Pfarrkirche in Weimar, und gleichzeitig zum Oberkonsistorialrat und Generalsuperintendenten des Großherzogtums Sachsen-Weimar berufen. Damit war Röhr dritter Amtsnachfolger von Johann Gottfried Herder. Die Ämter versah er bis zu seinem Tod. Im Februar 1834 wurde ihm das Komturkreuz des Weimarischen Hausordens verliehen.
Röhr unterrichtete und konfirmierte die spätere Kaiserin Augusta, Prinzessin Maria Augusta von Sachsen sowie Großherzog Carl Alexander. 1820 erhielt Röhr die Ehrendoktorwürde (doctor theologiae honoris causa) der Theologischen Fakultät der Universität Halle. Am 9. Juli 1828 sprach er bei der Beisetzung Herzog Karl Augusts in der Weimarer Fürstengruft auf dem Historischen Friedhof.
Anfang 1832 trat Johann Friedrich Röhr der von Christian Friedrich Illgen gegründeten Historisch-Theologischen Gesellschaft zu Leipzig bei.
Am 26. März 1832 hielt Röhr die einzige Trauerrede bei der Bestattung Johann Wolfgang von Goethes. Dabei brachte ihm die Erwähnung der menschlichen Schwachheiten und Gebrechen, durch welche Goethe auch an seinem Teile der Natur ihre Schuld bezahle, heftige Kritik der Zeitgenossen ein.
1837 verfasste Karl von Hase die Schrift Anti-Röhr, Leipzig. 1840 modellierte Angelica Bellonata Facius eine Plastik von Röhr. Bürger von Weimar widmeten Röhr ein Gedicht und einen Pokal, die sie ihm am 19. Mai 1844 überreichten.

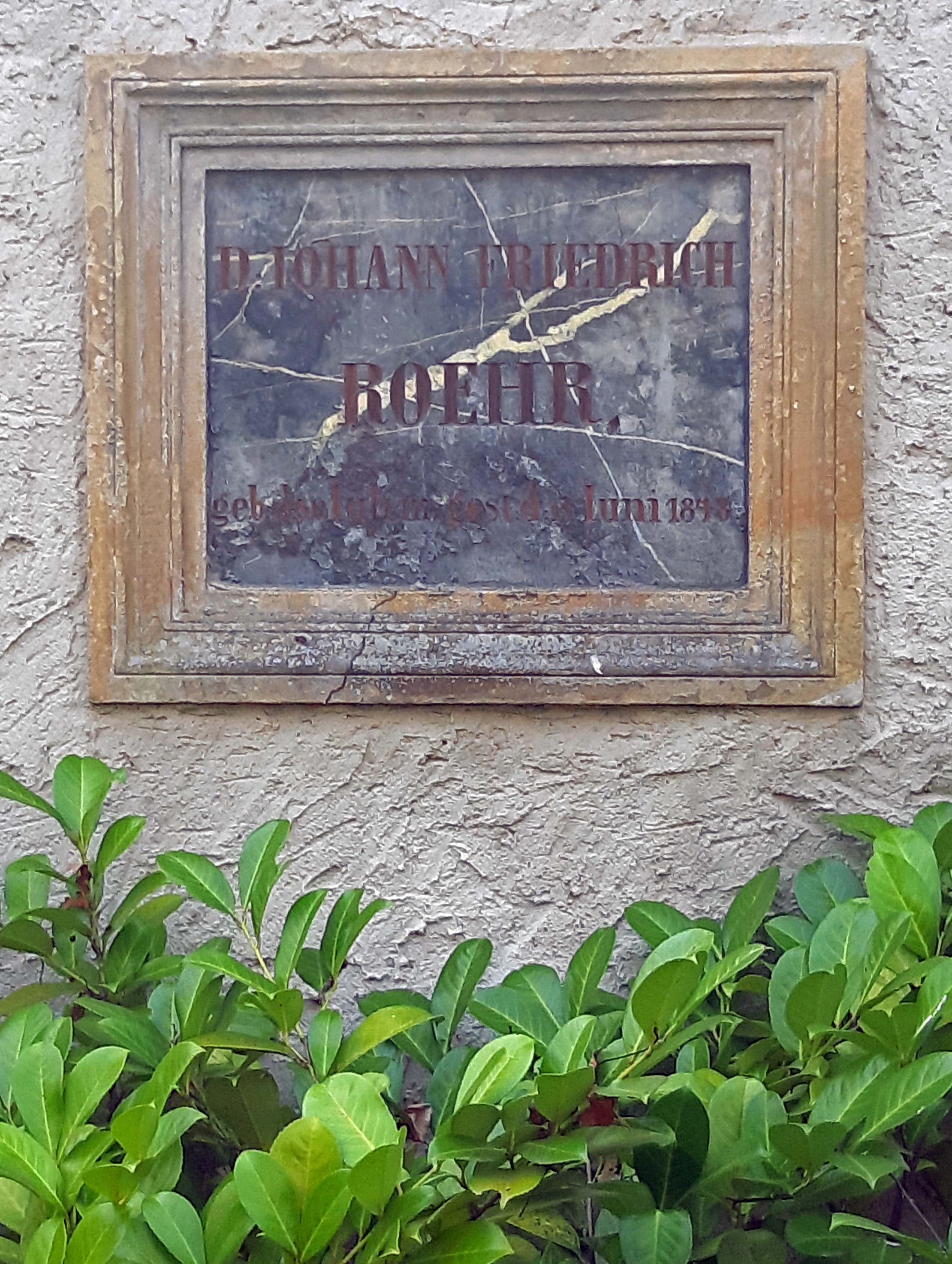
Grab auf dem Historischen Friedhof Weimar

In den Jahren von 1815 bis 1848 gab Röhr Zeitschriften vorwiegend polemischen Inhalts heraus:
- 1810–1814 Predigerliteratur
- 1815–1819 Neue und Neueste Predigerliteratur
- 1820–1848 Kritische Prediger-Bibliothek

In dessen Inhalten veröffentlichte er Angriffe auf die Theologen Claus Harms, Johann Heinrich Karl Hengstenberg, Ernst Sartorius, Andreas Gottlob Rudelbach und Christoph Hävernick, aber auch gegen Friedrich Daniel Ernst Schleiermacher und seine Schüler. Röhr selbst war der Verteidiger eines populären Rationalismus, der sich am deutlichsten in seiner Programmschrift Briefe über den Rationalismus ausdrückt. Doch geriet Röhr in der Auseinandersetzung mit Karl August von Hase, der in einer kritischen Prüfung die Position Röhrs theoretisch überwand, in eine dogmatische Befangenheit. Nach Röhrs Auffassung sei der letzte Zweck der Religion reine Sittlichkeit, die nach dem in Jesu Leben und Lehren repräsentierten Ideal strebe. Er geht von dem Grundsatz voller Glaubens-, Gewissens- und Lehrfreiheit in der Kirche aus, mit der Einschränkung, dass das Evangelium sprachlich und geschichtlich nach Vernunft und Gewissen ausgelegt werden solle. An diesen konstitutiven Grundsatz schließt er regulative Glaubenssätze an.
Am 15. Juni 1848 starb Johann Friedrich Röhr in Weimar, nachdem er in seinen letzten Lebensjahren „von schweren Krankheitsleiden heimgesucht“ war. Er wurde am 18. Juni 1848 an der westlichen Mauer des Historischen Friedhofs Weimar oberhalb der Fürstengruft beigesetzt.

## Werke (Auszug)
- Sendschreiben eines sächsischen Landpredigers an einen seiner Amtsbrüder über die von D. F.V. Reinhard (sächsischen Oberhofprediger), …, am Reformationsfeste 1800 gehaltene Predigt Selbstverlag, Leipzig 1801.
- Der frohe Glaube, dass das Gute doch noch auf Erden siegen werde. Leipzig 1803.[9]
- Tabellarische Übersicht der englischen Aussprache. Leipzig 1803.[9]
- Wer ist konsequent? Reinhard? – oder Tzschirner? – oder keiner von beiden? Zeitz 1811. (Digitalisat)
- [anonym] Briefe über den Rationalismus. Zur Berichtigung der schwankenden und zweideutigen Urtheile, die in den neuesten dogmatischen Consequenz-Streitigkeiten über denselben gefällt worden sind. Frosch, Aachen 1813. (Digitalisat)
- Predigt bei der Huldigung des Herzogthums Sachsen. Zeitz 1815.[9]
- Lehrbuch der Anthropologie für Volksschulen und den Selbstunterricht. Webel, Zeitz 1815.
- Ob es ein Glück sey, alle Tage herrlich und in Freuden zu leben. Eine Predigt 1816 in der Schloß- und Dom-Kirche zu Merseburg gehalten. Webel, Zeitz 1816.
- Dr. Martin Luthers Leben und Wirken, oder kurze Geschichte der Reformation. Webel, Leipzig 1818.
- Palästina oder historisch-geographische Beschreibung des jüdischen Landes zur Zeit Jesu, zur Beförderung einer anschaulichen Kenntniß der evangelischen Geschichte für Religionslehrer und gebildete christliche Bibelleser. Webel, Zeitz 1816. (2. Aufl. 1819; 5. Aufl. 1829) (Auch in niederländischer und englischer Übersetzung)
- Christliche Amtsreden bei Eröffnung der Synode der Ephorie Zeitz. Zeitz 1820.[9]
- Antritts-Predigt am 18. Sonnt. nach Trinit. 1820 in der Haupt- und Pfarr-Kirche zu Weimar gehalten. Hoffmann, Weimar 1820.[9]
- Antrittspredigt und Predigt bei der Eröffnung des Weimarischen Landtags. Weimar 1821.[9]
- Nachricht von der auf Befehl Sr. Königl. Hoheit des Großherzoges von Sachsen-Weimar in Dero Residenz zu erbauenden allgemeinen Bürgerschule nebst den bei der Grundlegung derselben am 17. Novbr. 1822 gehaltenen Reden. Hoffmann, Weimar 1822.
- Die Zeichen- und Wundersucht der Menschen. Eine Predigt am 21sten Sonntage nach Trinitatis 1821 in der Großherzogl. Hofkirche zu St. Jacob in Weimar gehalten. Albrecht, Weimar 1822.
- Predigten in der Hof- und Stadtkirche zu Weimar über die gewöhnlichen Sonn- und Festtags-Evangelien gehalten. (3 Bände) Wagner, Neustadt a. d. Orla 1822–1826. (Digitalisat Band 1),
- Die Jesuiten als Vermittler einer protestantischen Kirchenagende, oder Nachricht von den heimlichen Jesuiten in Schweden vor 200 Jahren. Wagner, Neustadt a. d. Orla 1825. (Digitalisat)
- Worte der Wahrheit gegen die Verunglimpfungen unserer evangelischen Kirche von Seiten ihrer Widersacher an den Reformationsfesten 1824 und 1825 in der Großherzogl. S. Hofkirche zu Weimar gesprochen. Wagner, Neustadt a. d. Orla 1825. (Digitalisat)
- Die Hoffnung einer erneuerten Verbindung mit unsern Lieben jenseits des Grabes. Eine Predigt. Hoffmann, Weimar 1826.
- Christliche Fest- und Gelegenheits-Predigten vor einer Landgemeinde gehalten. (3 Bände) Webel, Zeitz 1826–1830. (Digitalisat 2. Bändchen)
- Rede bei der feierlichen Confirmation ihrer Hoheit der Herzogin zu Sachsen Marie Luise Alexandrine am 21. Aug. 1827. Weimar 1827. (Digitalisat)
- Gedächtnispredigt bei der öffentlichen Todesfeier Carl Augusts Großherzogs zu Sachsen-Weimar-Eisenachs. Am 10. Sonntage nach Trinit. 1828 in der Haupt- und Stadtkirche zu Weimar. Hoffmann, Weimar 1828.
- Trauer-Rede nach der feierlichen Beisetzung des weiland Durchlauchtigsten Fürsten und Herrn Herrn Carl August Großherzoges zu Sachsen-Weimar-Eisenach [et]c. [et]c. Königliche Hoheit am 9. Juli 1828 in der Haupt- und Stadtkirche zu Weimar. Nebst vorausgeschickten Bemerkungen über die letzten Lebenstage des Vollendeten. Hoffmann, Weimar 1828.
- Unser Herr als entschiedener Freund der Vernunft in religiösen Dingen. 	Eine Predigt am Sonntage Oculi 1828 in der Stadtkirche zu Weimar. Wagner, Neustadt a. d. Orla 1828.
- Die sittliche Unbescholtenheit, in welcher unsere evangelische Kirche in das Daseyn trat. Eine Predigt am Reformationsfeste 1828 in der Grossherzogl. Hofkirche zu Weimar. Neustadt an der Orla 1828.[10]
- Warnende Worte gegen die Geringschätzung unsrer menschlichen Natur. Magdeburg 1829. (Nachdruck einer Predigt am neunten Sonntage nach Trinitatis in Magazin von Fest-, Gelegenheits-, und anderen Predigten und kleineren Amtsreden. Neue Folge. 4. Band, Magdeburg 1826, S. 190‒204.)
- Daß das Heil eines Volkes von innen heraus am sichersten geschafft werde. Eine Predigt bei Eröffnung des Landtages 1829 in der Stadtkirche zu Weimar. Weimar 1829.
- Gedächtnißpredigt bei der öffentlichen Todesfeier der Höchstseligen Frau Großherzogin zu Sachsen-Weimar-Eisenach Louise gebornen Landgräfin von Hessendarmstadt am Sonntage Reminiscere, den 7. März 1830, in der Haupt- und Stadtkirche zu Weimar. Hofmann, Weimar 1830. (Digitalisat)
- Predigt am Jubelfeste der Augsburgischen Confession, Wagner, Neustadt a. d. Orla 1830.(PDF-Datei)
- Ausdeutung des sechswöchentlichen Katechismus-Unterrichtes, den Irrlehrern dieser Zeit von der Redaction der evang. Kirchenzeitung ertheilt. Wagner, Neustadt an der Orla 1831
- Christologische Predigten oder Geistliche Reden über das Leben, den Wandel, die Lehre und die Verdienste Jesu Christi. Hausmann, Stuttgart 1833. (Digitalisat)
- Grund- und Glaubenssätze der evangelisch-protestantischen Kirche. Wagner, Neustadt a. d. Orla 1832. (Digitalisat)
- Predigten über das neue weimarische Evangelien-Buch oder über freie Texte. (3 Bände) Wagner, Neustadt a. d. Orla 1832–1860.
- Zwei Schul-Reden, im Jahr 1831 und 1832 auf Anlass der Prüfung des Wilhelm-Ernestinischen Gymnasiums zu Weimar gehalten. Hoffmann, Weimar 1832.
- Trauerworte bei von Goetheʼs Bestattung am 26sten März 1832. Weimar o. J. [1832]. Digitalisat.
- Unser Herr als das Musterbild aller Weltverbesserer dargestellt in zwei Predigten am Feste Mariä Reinigung und am Sonntage Reminiscere 1833. Hoffmann, Weimar 1834.
- Kurze Geschichte der Reformation für Schule und Haus. Hoffmann, Weimar 1833.
- Altarrede bei der feierlichen Einführung des F.T. Krause in die Stelle eines zweiten Diakons an der Haupt- u. Stadtkirche zu Weimar. Hoffmann, Weimar 1834.
- Rede bei der feierlichen Confirmation Sr. Königlichen Hoheit Erbgroßherzogs von Sachsen-Weimar-Eisenach Carl Alexander August Johann am 14. November gehalten. Hoffmann, Weimar 1834.
- Religionsbekenntnisse zweier Vernunftfreunde nämlich eines protestantischen und eines katholischen Theologen …. Seidel, Sulzbach 1835. (Digitalisat)
- Christliche Amts-Reden bei verschiedenen Anlässen gehalten. Wuttig, Leipzig 1838.
- Die Stellung, welche Christus seiner Kirche in der bürgerlichen Gesellschaft anwies. Heinrichshofen, Magdeburg 1838.
- Predigt am Reformations-Feste 1838. Hoffmann, Weimar 1838. (Digitalisat der 9. Aufl.)
- Predigt am Johannis-Feste 1840, als am 400jährigen Jubelfeste der Buchdruckerkunst, in der Haupt- und Stadtkirche zu Weimar gehalten. Albrecht, Weimar 1840. (Digitalisat)
- Kleine theologische Schriften dogmatischen, homiletischen u. geschichtlichen Inhalts. Glaser, Schleusingen 1841. (Digitalisat)
- Daß viele christliche Staaten unserer Zeit an ihren eigenen Verderben arbeiten. Eine Predigt bei Eröffnung d. Landtages im Großherzogthume Sachsen-Weimar am 24. Sonntage nach d. Trinitatis-Feste in d. Haupt- u. Stadtkirche zu Weimar. Frommann, Jena 1841.
- Die gute Sache des Protestantismus. Dargestellt in sechs, an den jährlichen Reformationsfesten zu Weimar gehaltenen Kanzelvorträgen. Böhme, Leipzig 1842. (Digitalisat)
- Der geistige Segen des Unheil drohenden Naturzustandes um uns her. Eine Predigt am 15. Sonntage nach Trinitatis 1842 in Weimar gehalten. Hoffmann, Weimar 1842.
- Der Wechsel der Heimath und des Vaterlandes, welchen das Leben für viele Menschen mit sich führet. Eine Predigt beim ersten feierlichen Kirchgange der neuvermählten Erbgroßherzogin von Sachsen-Weimar-Eisenach Wilhemine Marie Sophie Luise, geb. Prinzessin der Niederlande 1842 zu Weimar. Hoffmann, Weimar 1842.
- Wie viel die Wiederherstellung des reinen Evangeliums Jesu den früheren Bekennern desselben kostete.  Predigt am Reformations-Feste 1842. Weimar 1843.
- Die erhebende Erinnerung an die ruhmwürdigen Eigenthümlichkeiten unseres teutschen Volkes am 1000 jährigen Gedenktage der Selbständigkeit des teutschen Volkes. Hoffmann, Weimar 1843.
- (Hrsg.): Magazin für christliche Prediger. (22 Bände) Wagner, Neustadt a. d. Orla 1828–1850. (Digitalisate)
- Die vollkommene Einheit unserer Kirche im Wesentlichen ihres christlichen Bekenntnisses. Eine Predigt am Reformationsfeste des Jahres 1844 zu Weimar gehalten. Wagner, Neustadt a. d. Orla 1844.
- Das Erhebende und Erfreuliche des Glaubens an ein besseres Leben, welchen uns das christliche Osterfest darbietet.  Eine Predigt gehalten am Osterfeste 1844 in der Stadtkirche zu Weimar. Voigt, Weimar 1844.
- Wie Gottes gnädige Hand das Leid der Menschen in Freude verwandelt. Predigt beim feierl. Kirchgange Ihrer Königl. Hoheit d. Frau Erbgrossherzogin Sophie von Sachsen-Weimar-Eisenach über d. Ev. Luk. 7, V.11-17 gehalten. Voigt, Weimar 1844.
- Dringende Hinweisung auf die den heiligen Namen Jesu mißbrauchenden Pharisäer der christlichen Kirche. Eine Predigt am Sonntage Lätare des Jahres 1845 in der Haupt- und Stadt-Kirche zu Weimar gehalten. Weimar, Hoffmann 1845. (4. Aufl. 1845.)
- Die gute Sache des Deutsch-Katholicismus. Ein Zeugniß für dieselbe. Hoffmann, Weimar 1846. (Digitalisat)